# 朱鼐
朱鼐（1481年—？），字朝和，号水竹。南直隶松江府华亭县人。民籍。明朝政治人物。

## 生平
初姓馮，後復姓朱。應天府乡试第七十四名举人，正德十二年（1517年）丁丑科會試第三百十五名，三甲一百五名进士，吏部观政，授任福建兴化府推官，代署莆田知县。因刚直得罪某御史，转广州府同知。此后，升刑部郎中，被此御史排挤，于是拂衣归里。
居乡清修，城西郊龙潭开荒，以泉石自娱。十余年卒。

## 家族
曾祖朱子信。祖父朱敬。父朱仁。母顾氏，継母奚氏。永感下。兄朱世禄。